# Kuishan, Heilongjiang
Kuishan (kinesiska: 奎山, 奎山乡) är en sockenhuvudort i Kina. Den ligger i provinsen Heilongjiang, i den nordöstra delen av landet, omkring 300 kilometer öster om provinshuvudstaden Harbin. Antalet invånare är 25 306. Befolkningen består av 12 339 kvinnor och 12 967 män. Barn under 15 år utgör 11,0 %, vuxna 15-64 år 78 %, och äldre över 65 år 9,0 %.
Runt Kuishan är det ganska glesbefolkat, med 43 invånare per kvadratkilometer. Närmaste större samhälle är Linkou, 12,4 km nordväst om Kuishan. Omgivningarna runt Kuishan är en mosaik av jordbruksmark och naturlig växtlighet.
Genomsnittlig årsnederbörd är 863 millimeter. Den regnigaste månaden är juli, med i genomsnitt 177 mm nederbörd, och den torraste är januari, med 3 mm nederbörd.